# Molbog
Els molbog (també molebugan, molebuganon o molbuganon) són els habitants originals de grup d'illes Balabac al sud-oest de les Filipines i l'oest de Mindanao.
Són uns sis mil i viuen a la costa i a les muntanyes, practicant l'agricultura i la pesca. El seu nom deriva de malubog, que significa "aigua tèrbola"; estan molt influïts per l'islam que els fou introduït el segle XV des de Borneo i després des de Sulu. Fins a la meitat del segle xviii depenien del soldà de Brunei, però el 1749 Espanya va proclamar la seva sobirania.